# Охранение

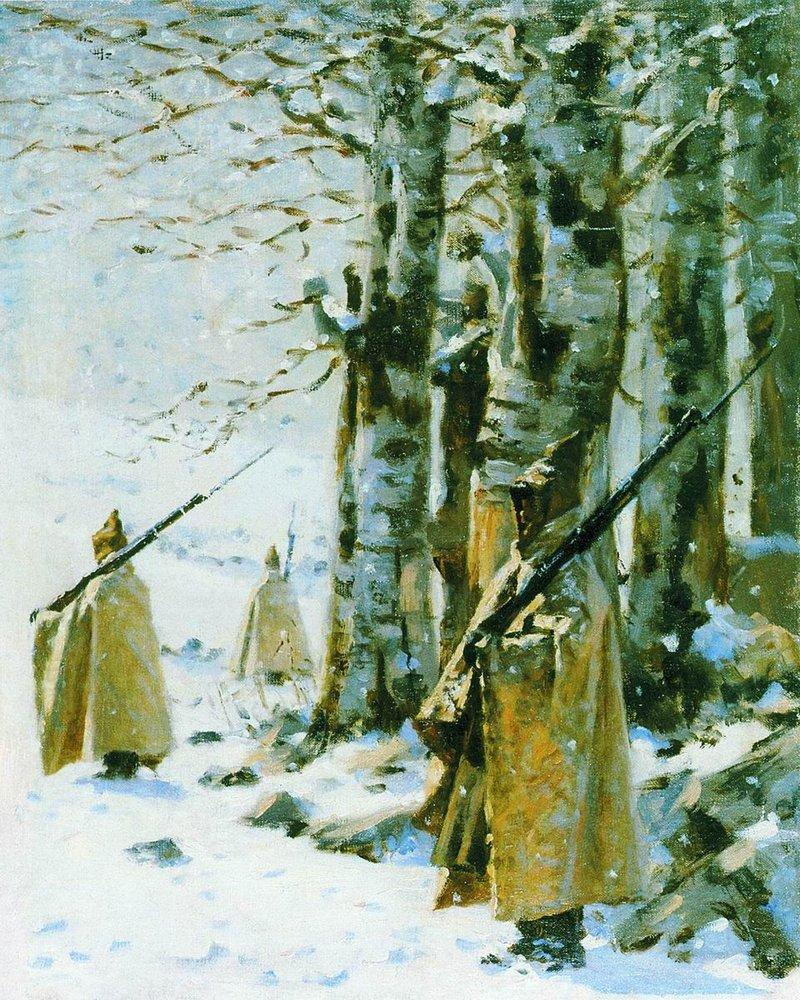
Картина Василия Верещагина «Пикет на Балканах», около 1878 года.

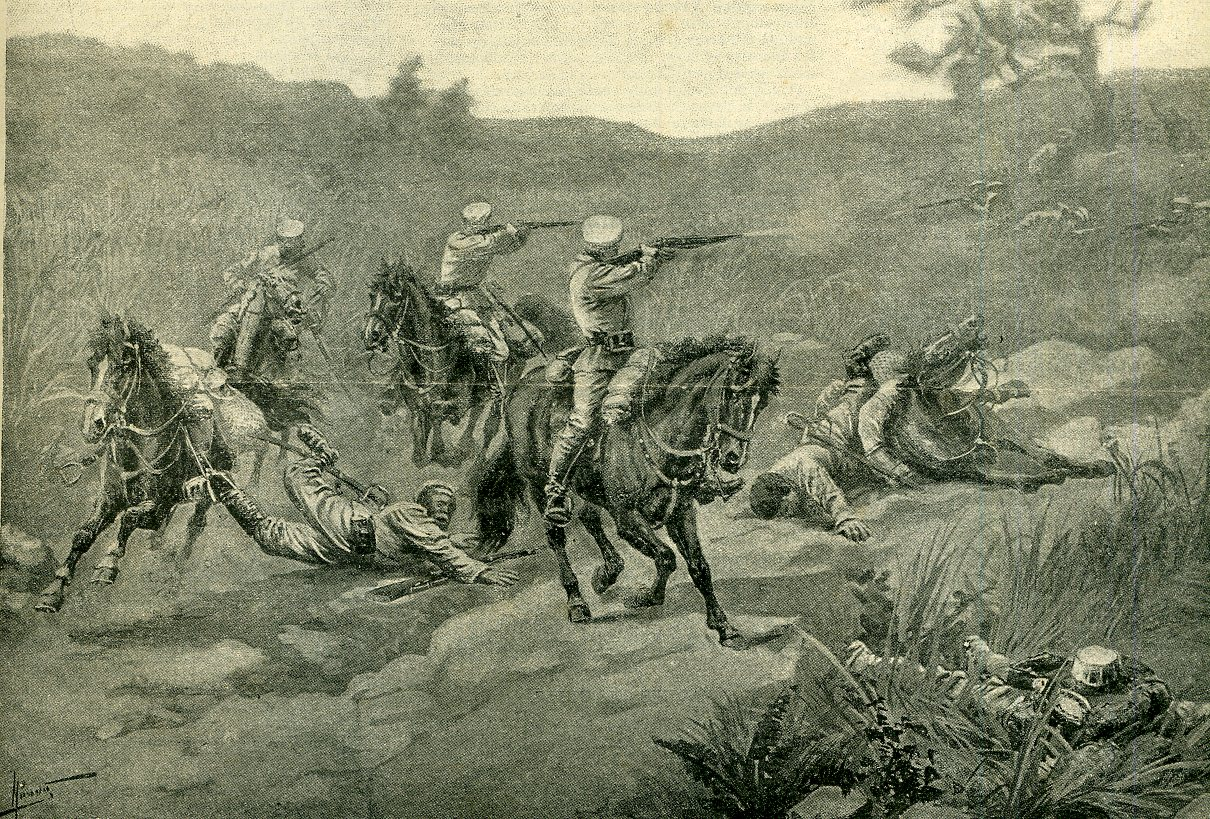
Русский патруль попал в засаду. Гравюра времен русско-японской войны.

Охране́ние — в военном деле имеет следующие значения:
1. комплекс мер по исключению внезапного нападения противника при совершении марша, при нахождении в пунктах постоянной и временной дислокации, а также в условиях, близких к соприкосновению с противником.
2. силы и средства выделяемые от подразделений и соединений, для задач по охране и защите войск.

Наряду с разведкой — один из основных видов боевого обеспечения войск, и требует выполнение следующих задач:
- предотвратить неожиданное нападение наземного и воздушного противника;
- не допустить разведывания группировки своих сил;
- в случае столкновения с противником обеспечить своим войскам время, необходимое для занятия положения, соответствующего обстановке.[3]

## Разновидности охранения

### Боевое охранение
Производится в условиях, близких к соприкосновению с противником. При фронтовом противостоянии войск представляется периодически сменяемым стационарным дозором, несущим постоянное наблюдение с позиций подразделений, и подвижными патрулями, которые осматривают прилегающую местность на предмет появления противника.
Практический смысл боевого охранения в том, что на обеспечение безопасности выделяется небольшая часть военнослужащих, в то время когда остальной личный состав может заниматься различными задачами: инженерное укрепление позиций, устройство полевого лагеря, обслуживание вооружений и военной техники, приготовление пищи, заготовка строительных материалов для укреплений, решение бытовых проблем.
Боевое охранение выставляется не только в сторону вероятного удара противника, но и рассредотачивается с целью обеспечения круговой защиты собственных подразделений от внезапного нападения, в том числе с тыловых подступов.

### Походное охранение
Комплекс мер при марше войск, исключающих внезапное нападение. Представляет собой выделение дозора, который двигается на удалении от основной колонны войск. Удаление дозора необходимо для того, чтобы, в случае нападения противника, колонна войск успела развернуться в боевые порядки. В походное охранение от роты на марше выделяется до взвода, от которого выделяются дозорные машины или дозоры в составе от двух человек до отделения.
Дозоры различаются по месторасположению относительно колонны:
- Головной дозор (авангард) — находится на удалении впереди головы колонны;
- Боковые дозоры находятся на удалении от флангов колонны;
- Тыловой дозор (арьергард) — находится на удалении от конца колонны.

В зависимости от численности войск, двигающихся в колонне, изменяется и состав подразделения, выделяемого в дозор. Для таких крупных формирований, как батальон/полк/бригада/дивизия, в Походное охранение отряжаются соответственно формирования до роты/батальона/полка. В таких случаях к ним применяется термин походная застава, которые также различаются по месторасположению относительно колонны:
- Головная походная застава;
- Боковые походные заставы;
- Тыловая походная застава.

### Сторожевое охранение

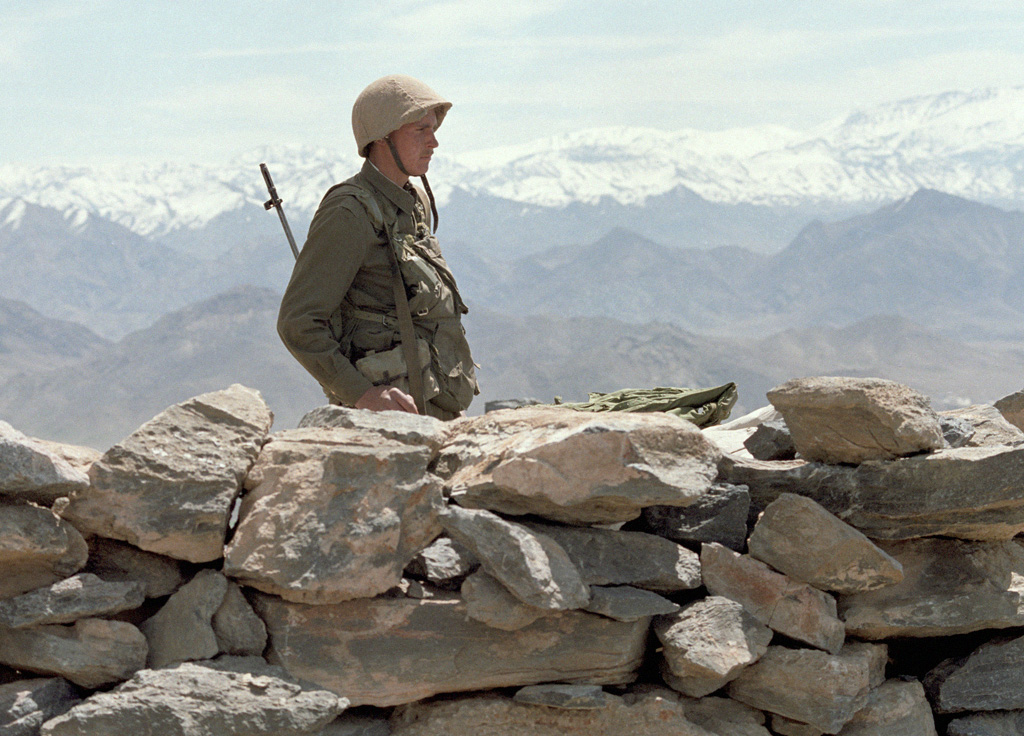
Советский солдат на сторожевом посту в Афганистане, 1988

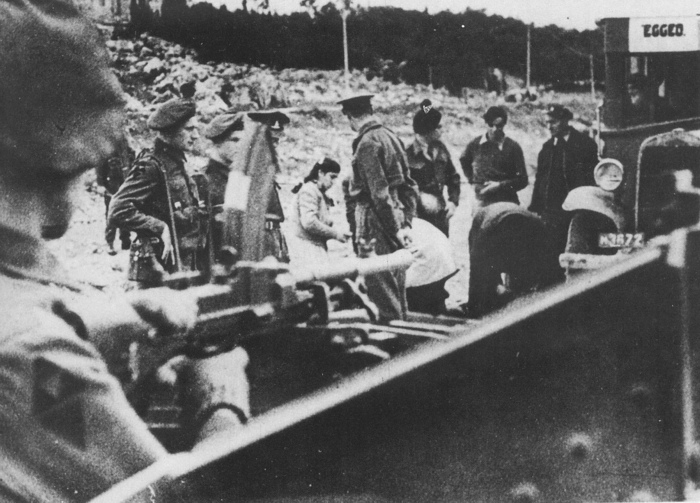
Английский блокпост на территории Палестины, 1948

Комплекс мер по охране войск и коммуникаций в военное время. Заключается в выставлении стационарных сторожевых постов по сторонам от подразделения или части и на дорогах, перевалах, окраинах населённых пунктов, что позволяет контролировать обстановку и перемещение как гражданских лиц, так и военных.
Сторожевой пост, выставляемый на дороге, в современной западной военной терминологии именуется блокпост. В английской военной терминологии применяется термин англ. Security checkpoint.
Обычно пост сторожевого охранения представляет собой укреплённую позицию, имеющую всё необходимое для долговременного проживания (место для отдыха, пункт продовольственного питания или пищеблок) и автономного функционирования (оборудованное место хранения или склад боеприпасов, место хранения или склад продовольствия), на которой дислоцируется одно отделение, иногда и со значительным вооружений и военной техникой (БТР, БМП).
Более крупный орган сторожевого охранения — сторожевая застава, которая организуется взводом. При этом от сторожевой заставы могут выставляться на удалении от неё отдельные сторожевые посты.
Ещё более крупный орган сторожевого охранения — сторожевой отряд. Обычно рота, которая охраняет на широком участке несколькими сторожевыми заставами, или частично занята в дежурстве и больше выполняет функцию резервного формирования для поддержки сторожевых застав в случае резкого ухудшения тактической обстановки.
Сторожевое охранение является одним из главных способов поддержания безопасности войск от разведывательно-диверсионных групп противника, а также является основным инструментом эффективной борьбы с партизанами в контрпартизанской войне, одним из примеров использования которого может служить Афганская война.

### Непосредственное охранение
Комплекс мер по обеспечению безопасности формирований в пунктах постоянной дислокации и военных объектов в мирное и военное время. Производится организацией гарнизонной службы и караульной службы, а также организацией дежурств внутри военных городков. К примеру, должностными лицами, выполняющими непосредственное охранение, в ВС СССР являлись:
- Дежурный по гарнизону
- Дежурный по части
- Начальник караула
- Начальник патруля
- Дежурный помощник военного коменданта
- Дежурный по контрольно-пропускному пункту
- Дежурный по роте/батарее
- Дневальный

## История
- Выдержка из приказа об организации боевого охранения[8] :

Занимающие рубеж боевого охранения полевые войска должны прежде всего организовать огневую систему ПТО, дооборудовать весь район в противотанковом отношении. Противник должен быть расстроен на позициях боевого охранения, а затем на переднем крае уничтожен организованным огнём долговременных сооружений и полевых войск.
Опыт Великой Отечественной войны, а также локальных войн показал, что невыполнение требований по организации боевого охранения, как правило, приводит к неоправданным потерям и затрудняет организованное вступление войск в бой при внезапном нападении противника.
- Выдержка из приказа «О режиме на переднем крае обороны»[9]:

Близость противника, отсутствие в некоторых местах боевого охранения, ослабленная бдительность, отсутствие контроля за несением службы боевого обеспечения, особенно в ночное время, дают возможность противнику активизировать свои действия по захвату пленных ... Такая расхлябанность, разболтанность больше нетерпимы. Допустить впредь эти безобразия — значит сознательно идти на преступление.
В недавнем прошлом на боевое охранение возлагалось также задача по предотвращению внезапного нападения воздушного противника, но в условиях современного боя такая задача перед боевым охранением уже не стоит, так как без радиотехнических средств противовоздушной обороны она не может быть успешно решена.
В условиях наземного боя и предстоящего наступления противника вероятность того, что личный состав боевого охранения будет полностью уничтожен, достаточно велика. Поэтому в боевое охранение назначается минимально необходимое, но достаточное для успешного выполнения поставленных задач количество сил и средств: это могут быть усиленные общевойсковые подразделения или отдельные группы солдат и сержантов. При этом в каждом конкретном случае состав органов охранения зависит от задачи, решаемой охраняемыми войсками, и времени, необходимого им для развёртывания и вступления в бой, важности направления их действий, от удаления и характера действий противника, условий местности и наблюдения. Например, боевое охранение бригады армии США, которая согласно полевым уставам и наставлениям является основным тактическим соединением, создаётся силой до мотопехотной роты. Построение его боевого порядка предусматривает создание взводных опорных пунктов и отдельных манёвренных групп.
Прототип именно такой организации боевого охранения был успешно применён в октябре 1941 года при организации обороны отдельного курсантского полка (окп) МКПУ им Верховного Совета РСФСР под Волоколамском, в боевое охранения полка (участок фронта шириной 30 км) была назначена именно стрелковая рота, организовавшая на танкоопасном направлении под деревней Лотошино ротный опорный пункт. Такая организация обороны не позволила превосходящим силам противника прорвать линию обороны курсантского полка и вынудила немецкое командование искать другие направления для организации наступления на Москву.

## Цитаты
- Василий Дойницын:

Мы годами, даже десятилетиями, страдали гигантоманией, но при этом, забывая, что подобные монстры должны иметь надёжное охранение. И порой доходило до абсурда, когда в длительную автономку — боевой поход — уходил мощный ракетоносец, не имея боевого охранения, хотя у американцев корабли подобного класса имеют по бортам по лодке истребителю, которые её охраняют. Если бы «Курск» даже в рядовых учениях имел боевое охранение, то всё могло быть по другому…».